# Noé Gianetti
Noé Gianetti (6 de octubre de 1989) es un ciclista suizo que fue profesional entre 2010 y 2012.
Es hijo del exciclista profesional y director general del desaparecido equipo Geox-TMC, Mauro Gianetti. Debutó como profesional en el mismo equipo en la temporada 2010, cuando su denominación era Footon-Servetto, y de categoría UCI ProTour. Tras la desaparición del equipo, en 2012 fichó por el equipo estadounidense Team Exergy.

## Palmarés
No consiguió victorias como profesional.

## Equipos
- Footon-Servetto/Geox-TMC (2010-2011)
  - Footon-Servetto (2010)
  - Geox-TMC (2011)
- Team Exergy (2012)